# 水野弘道
水野 弘道（みずの ひろみち、1965年9月28日 - )は、日本の投資家。イギリスのプライベート・エクイティ・ファンドであるコラーキャピタル（en:Coller Capital）のパートナーや、京都大学iPS細胞研究所特任教授、年金積立金管理運用独立行政法人理事兼最高投資責任者、経済産業省参与、テスラ社外取締役等を歴任。現在、ライブワイヤー・グループ（en:LiveWire (company)）の社外取締役、国連特使、MSCI CEO特別顧問。グローバルな課題に取り組むNGO The B Teamに参加。

## 人物・経歴
岐阜県多治見市生まれ。岐阜県立多治見北高等学校を経て、1988年大阪市立大学法学部卒業、住友信託銀行入社。1995年ノースウェスタン大学ケロッグ経営大学院修了。2003年にはコラーキャピタルパートナーに就任。
2012年京都大学iPS細胞研究所特任教授。2013年京都大学iPS細胞研究所アドバイザー、大阪大学大学院医学系研究科招聘教授。2014年年金積立金管理運用独立行政法人運用委員会委員。2015年から年金積立金管理運用独立行政法人理事（管理運用業務担当）兼CIOを務め、社会的責任投資の拡大を進め、2019年の任期満了を受け再任された。2020年退任。
ジャフコアドバイザー、東京海上キャピタルアドバイザー、アドバンテッジ パートナーズアドバイザー、ラクオリア創薬取締役、テルアビブ大学大学院シニア・フェロー、近畿大学世界経済研究所客員教授、国際連合責任投資原則協会理事、内閣官房健康医療戦略参与、内閣官房官民ファンドの活躍推進に関する閣僚連絡幹事会有識者委員、文部科学省国立大学法人評価委員会委員、東京大学総長室アドバイザー、ハーバード大学ハーバード・ビジネス・スクール・エグゼクティブ・フェロー、ケンブリッジ大学ケンブリッジ・ジャッジ・ビジネス・スクール客員フェロー、オックスフォード大学サイード・ビジネス・スクール・グローバル・リーダーシップ・カウンシル・メンバー、ダノンミッション委員会委員なども歴任。
2020年4月23日テスラ社外取締役就任。ストックオプションで6778株を得た（アメリカの証券取引委員会のHPより）。1株761ドルで購入することができる取り決めを締結。さらに、2020年6月には、さらに1万6668株のストックオプションを付与された。同年5月7日付で経済産業省参与に就任。菅政権下でEV化を推進。同年12月30日革新的ファイナンス・持続可能な投資担当国際連合事務総長特使。国際連合の仕事と兼任ができなくなったとして2021年1月18日付で経済産業省参与及びグリーンイノベーションファイナンスアドバイザー、TCFDサミットアンバサダーを退任。2022年グラスゴー金融同盟GFANZアジア太平洋ネットワーク諮問委員会委員。2023年ライブワイヤー・グループ社外取締役、MSCI最高経営責任者（CEO）特別顧問。

## 著書
- 『海外投資家の目から見た日本の「成長」』総合研究開発機構 2010年
- 『決断という技術』（柳川範之, 為末大と共著）日本経済新聞出版社 2012年